# Międzynarodowy Dzień Ochrony Zabytków

Flaga UNESCO

Międzynarodowy Dzień Ochrony Zabytków – cykl imprez, obchodzony od 1983 roku w większości krajów świata. Ustanowiony został przez Międzynarodową Radę Ochrony Zabytków (ICOMOS) i wpisany przez UNESCO do rejestru ważnych imprez kulturowych o znaczeniu światowym.
Na całym świecie święto jest obchodzone 18 kwietnia.

## Charakter święta
Głównym celem Międzynarodowego Dnia Ochrony Zabytków jest przybliżenie mieszkańcom wagi problematyki dziedzictwa kulturowego. W Polsce celem obchodów jest prezentowanie zabytków o szczególnym znaczeniu dla dziedzictwa światowego i bogatej spuścizny kulturowej w kraju. Elementem Dnia Ochrony Zabytków w Polsce jest nagrodzenie osób, które w szczególny sposób przyczyniły się do ochrony zabytków z różnych dziedzin.
Polska, jako kraj cechujący się bogactwem tradycji i aktywnie dbający o ich ochronę, jest nie tylko jednym z pierwszych Państw-sygnatariuszy Konwencji dziedzictwa światowego, ale również jednym z czołowych reprezentantów na Liście Światowego Dziedzictwa. Zgodnie ze stanem z lipca 2006 roku, zostało na nią wpisanych 13 polskich dóbr. To daje nam 9 miejsce w Europie i 15 na świecie.
Głównymi polskimi zabytkami wpisanymi na Listę Światowego Dziedzictwa Kulturowego UNESCO są: Stare Miasto w Krakowie, w Toruniu, w Warszawie i Zamościu oraz Kopalnia soli "Wieliczka".
Miasta i obiekty w Polsce, znajdujące się na Liście Światowego Dziedzictwa Kulturowego UNESCO, w celu przekazywania informacji, współpracy i promocji skupiły się w Ligę Polskich Miast i Miejsc UNESCO w Toruniu. Siedzibą Ligi UNESCO jest miasto Toruń, jeden z wyróżnionych przez UNESCO miast.
Główne obchody Dnia Zabytków odbywają się w Krakowie, Toruniu, Warszawie i innych obiektach z Listy Unesco. Małe, kameralne uroczystości odbywają się w kilkudziesięciu mniejszych ośrodkach, poczuwających się do troski o zachowanie zabytków.
W ramach obchodów tego święta Generalny Konserwator Zabytków przyznaje nagrody w konkursie "Zabytek zadbany". Maksymalnie cztery równorzędne nagrody mogą są przyznawane w czterech następujących kategoriach:
1. Zabytki sakralne
2. Zabytki architektury i budownictwa mieszkalnego oraz użyteczności publicznej
3. Zabytki dziedzictwa przemysłowego
4. Zabytki architektury obronnej

## Galeria

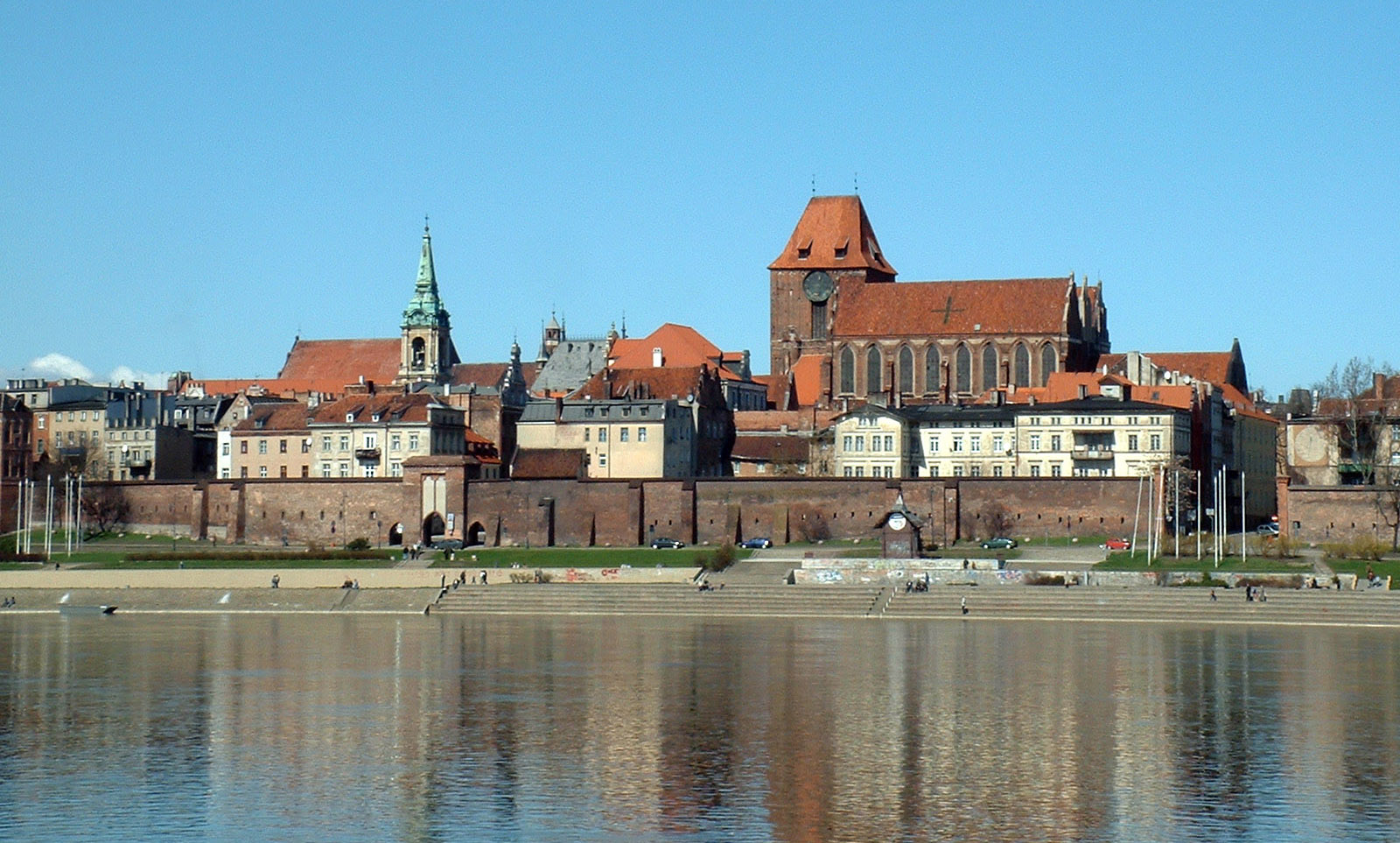
Toruń - siedziba Ligi Polskich Miast i Miejsc
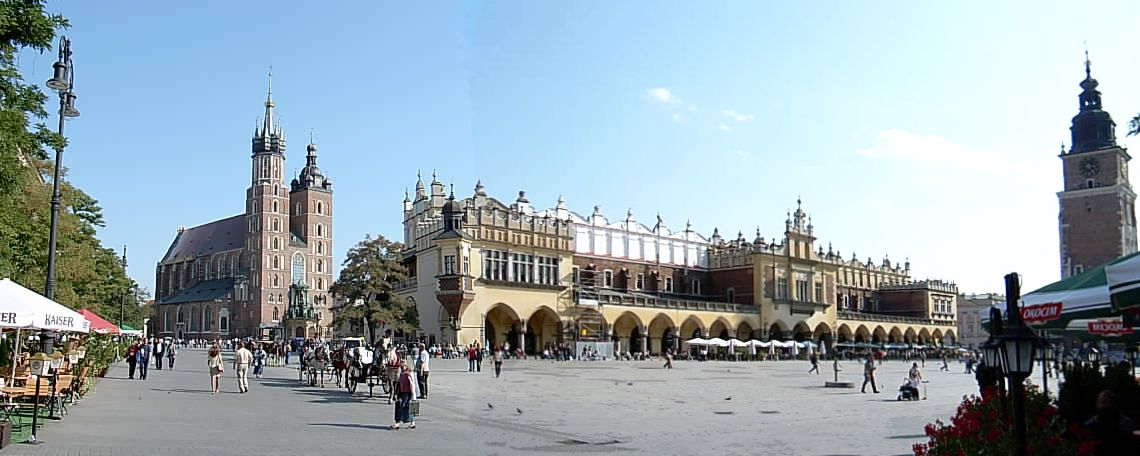
Stare Miasto w Krakowie
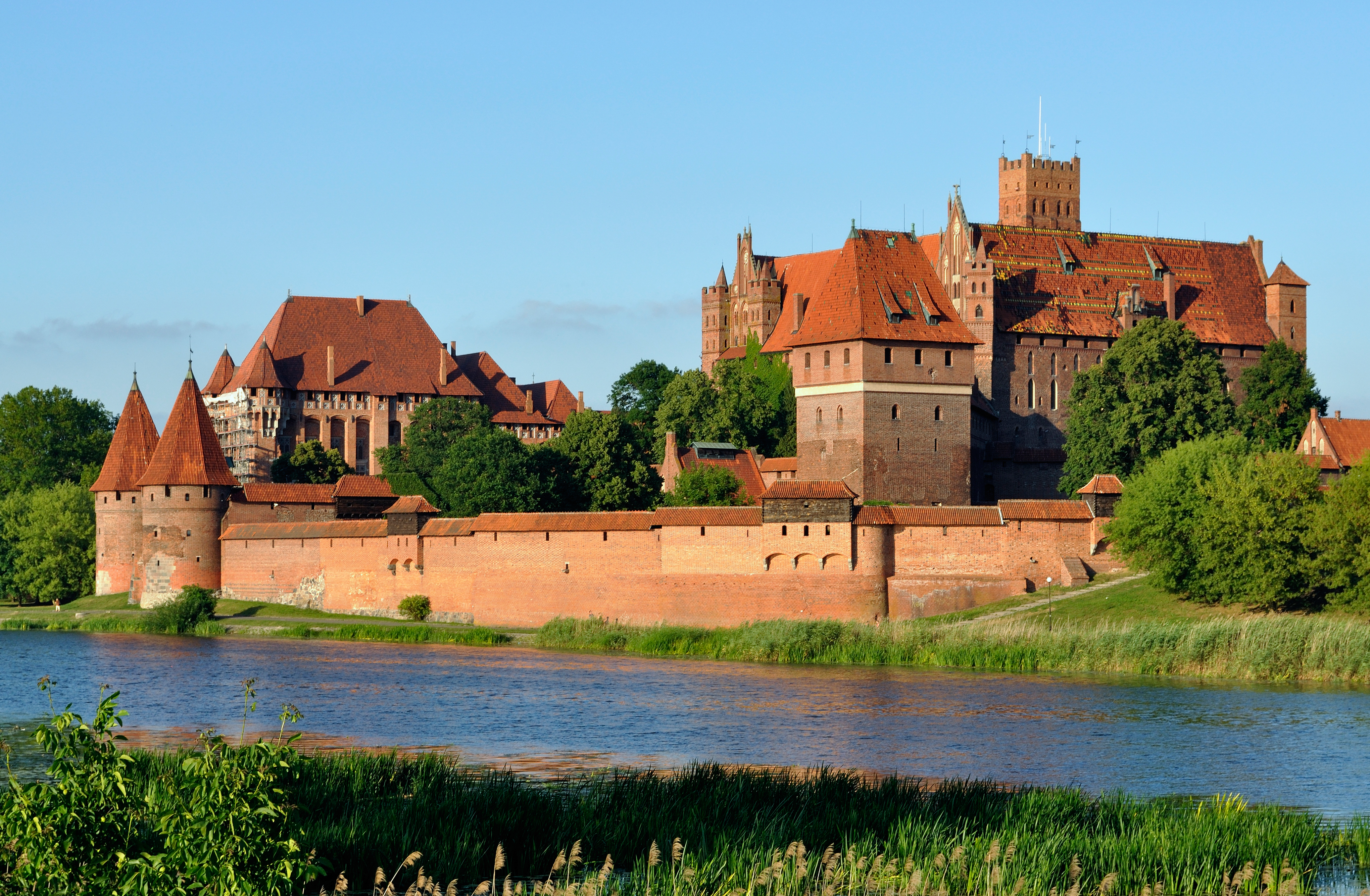
Zamek w Malborku
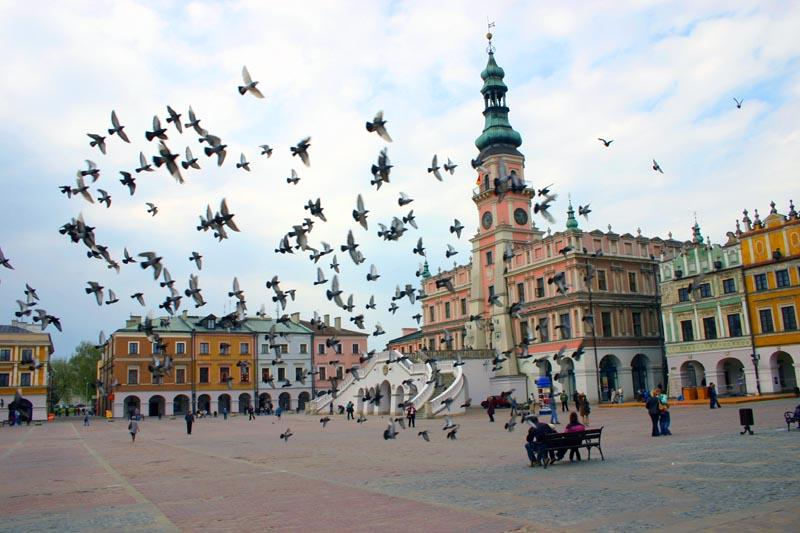
Zamość